# Pleistoceno
| Era Eratema | Periodo Sistema | Época Serie | Subépoca Subserie   | Edad Piso                                  | Inicio, en millones de años |
| ----------- | --------------- | ----------- | ------------------- | ------------------------------------------ | --------------------------- |
| Cenozoico   | Cuaternario     | Holoceno    | Tardío / Superior   | Megalayense Megalayiano                    | 0,0042                      |
| Cenozoico   | Cuaternario     | Holoceno    | Medio               | Norgripiense Norgripiano                   | 0,0082                      |
| Cenozoico   | Cuaternario     | Holoceno    | Temprano / Inferior | Groenlandiense Groenlandiano               | 0,0117                      |
| Cenozoico   | Cuaternario     | Pleistoceno | Tardío / Superior   | Superior / Tardío (Tarantiense Tarantiano) | 0,129                       |
| Cenozoico   | Cuaternario     | Pleistoceno | Medio               | Chibaniense Chibaniano                     | 0,774                       |
| Cenozoico   | Cuaternario     | Pleistoceno | Temprano / Inferior | Calabriense Calabriano                     | 1,80                        |
| Cenozoico   | Cuaternario     | Pleistoceno | Temprano / Inferior | Gelasiense Gelasiano                       | 2,58                        |
| Cenozoico   | Neógeno         | Neógeno     | Neógeno             | Neógeno                                    | 23,03                       |
| Cenozoico   | Paleógeno       | Paleógeno   | Paleógeno           | Paleógeno                                  | 66                          |

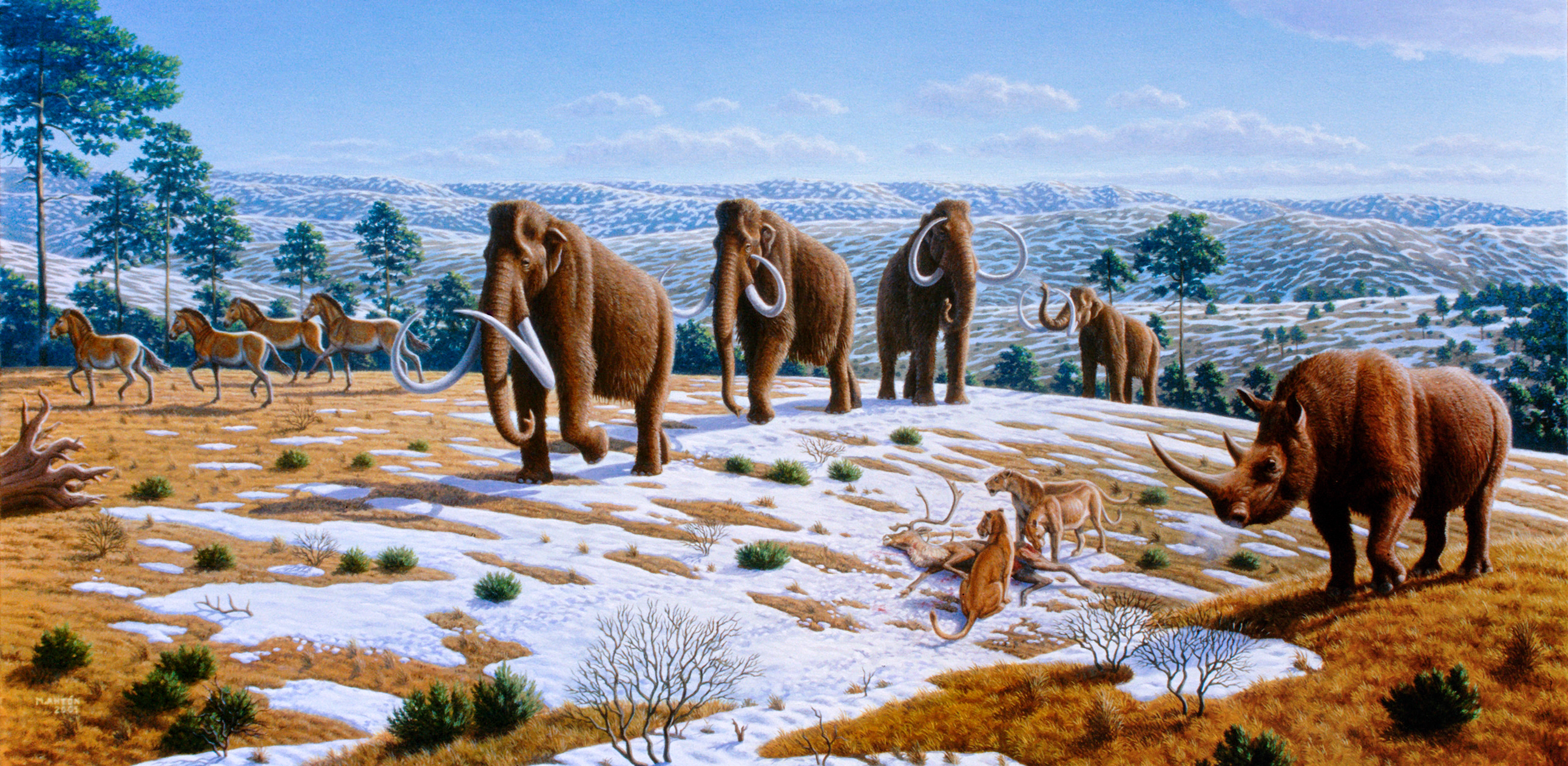
Paisaje del Pleistoceno (de izquierda a derecha - tarpán, mamut lanudo, león de las cavernas y rinoceronte lanudo).

El Pleistoceno (del griego πλεῖστος [pleistos], 'lo más', y καινός [kainos], 'reciente') es la primera serie y época del Cuaternario en la escala temporal geológica. Sucede al Plioceno (última época del Neógeno) y precede al Holoceno. Comienza hace 2,59 millones de años y finaliza aproximadamente hace 11 700 años.
El Pleistoceno abarca las últimas glaciaciones, incluyendo el episodio Dryas Reciente (12 000 a. C. - 10 000 a. C.). El Pleistoceno se corresponde con el Paleolítico arqueológico.

## Divisiones
El Pleistoceno se divide en tres subseries: Pleistoceno Inferior, Medio y Superior (cuando se refieren a las subépocas se denominan Pleistoceno Temprano, Medio y Tardío respectivamente). El Pleistoceno Inferior se divide  en los pisos: Gelasiense y Calabriense, el Pleistoceno Medio es equivalente al Chibaniense y el Superior al Tarantiense. El piso Gelasiense fue añadido recientemente al Pleistoceno desde el Plioceno; de esta forma la Comisión Internacional de Estratigrafía adelantó el inicio del Pleistoceno desde 1,806 hasta 2,588 millones de años, con el objeto de que incluyera todos los ciclos recientes de glaciaciones.

## Paleogeografía y paleoclimatología
Inicialmente el enfriamiento y la aridez progresiva engendraron un mundo mucho más parecido al de hoy en día. En el interior del círculo polar ártico, la tundra se extendía sobre el permafrost, al sur de esta crecía la taiga y todavía más al sur, la aridez reinante propició la sustitución del chaparral por desierto y semidesierto; las sabanas fueron reemplazadas por prados templados. En el Pleistoceno tardío (Superior), los humanos modernos (Homo sapiens) aparecieron en África.
En este período el mar se retira de casi toda la península ibérica, dejando un golfo cada vez más reducido en el Guadalquivir y Murcia y restos de playas en Huelva y Cataluña. En el interior funcionan aún las antiguas cuencas y aparecen otras nuevas fluviolacustres. Solo en el Pleistoceno Superior en las montañas y franja norte peninsular hay indicaciones de fases glaciares.

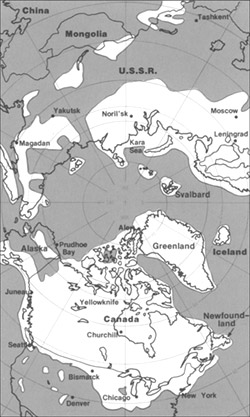
Mapa de hielos durante el Pleistoceno.

### Las glaciaciones
Durante el Pleistoceno grandes extensiones de tierra se cubrieron con una inmensa capa de hielo, fenómeno denominado glaciación. En algunos períodos se redujo el tamaño de las capas de hielo y el clima se hizo más cálido. Estos períodos se denominan interglaciares.
En el último millón de años, los principales períodos glaciares en Europa fueron cuatro y reciben los nombres de cuatro afluentes del Danubio, en los que, por primera vez, fueron identificados sus depósitos: Günz, Mindel, Riss y Würm (la más reciente). En Norteamérica las glaciaciones se denominan Nebraska, Kansas, Illinois y Wisconsin respectivamente. Con la reciente inclusión del Gelasiano dentro del Pleistoceno, se incluyeron dos nuevas glaciaciones Donau y Briggen.
Debido a las condiciones climáticas, los casquetes polares crecieron y los hielos avanzaron hacia al paralelo 40 en algunas zonas. El nivel de los mares se redujo aproximadamente 100 metros y la fauna y la flora se desarrollaron de acuerdo con el clima.

### Cambios climáticos
A lo largo del Pleistoceno, extensos mantos de hielo glacial cubrieron las latitudes más elevadas del planeta, especialmente en el hemisferio norte, alternándose con épocas en las que dichas zonas quedaban parcialmente descubiertas.
Actualmente, la Tierra está atravesando un período interglacial que comenzó a finales del Pleistoceno, hace unos doce mil años. En las latitudes elevadas, las temperaturas medias superan en unos cuatro a seis grados las del último período glacial en su momento culminante. El presente período interglacial está resultando particularmente más frío que la mayoría de los anteriores, durante los cuales hipopótamos, elefantes y monos pudieron prosperar en la actual Inglaterra.
En el hemisferio norte se dan varias condiciones que favorecen las glaciaciones al existir grandes masas de tierra muy cerca del Ártico, capaces de canalizar los glaciares hacia el sur. La Antártida, en cambio, aunque reúne condiciones tan frías como las del norte, está separada de los continentes meridionales por un océano circumpolar, que se extiende entre los 55 y 60 grados de latitud; esta separación de otros continentes meridionales redujo las glaciaciones en el hemisferio sur. El pasaje de Drake entre la Antártida y Sudamérica siempre se mantuvo libre de glaciares.

### Causas de las glaciaciones

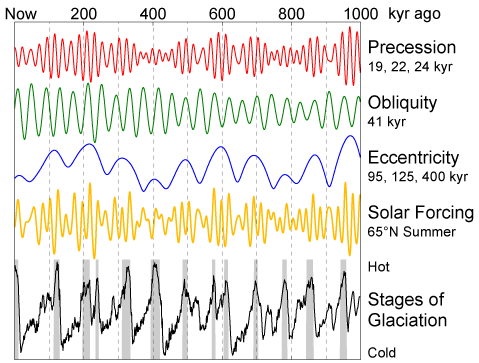
Ciclos de Milankovitch: cambios en la Precesión de los equinoccios, excentricidad, inclinación del eje de la Tierra, insolación y temperaturas en el último millón de años.

La conexión entre los subcontinentes de América, ocurrida hace unos 2,5 millones de años, fue un acontecimiento decisivo. Este suceso alteró las pautas de circulación oceánica y atmosférica, afectando en especial a las corrientes de aguas cálidas que anteriormente seguían hacia el sur y que, a raíz de aquel suceso, fueron desviadas hacia el norte (corriente del Golfo). La formación de nuevos glaciares exige abundancia de agua atmosférica que generalmente procede de un aumento de la pluviosidad, asociado al paso de corrientes cálidas a lo largo de los márgenes continentales. En este caso, el fenómeno aparece vinculado a la formación del casquete de hielo ártico.
El ritmo de los períodos glaciales guarda relación con tres ciclos astronómicos, que afectan a la cantidad de radiación solar recibida por la Tierra. Estos ciclos están determinados por dos factores:
1. Las lentas y regulares variaciones en el grado de inclinación del eje de la Tierra y su órbita alrededor del Sol. Cada ciclo posee su propio «tempo», con sus máximos y sus mínimos. La acción conjunta de ambos, cuya combinación genera efectos térmicos extremos tanto máximos como mínimos, es conocida como ciclos de Milankovich y se producen regularmente cada pocas decenas de años. Es probable que estos ciclos hayan influido en la climatología de la Tierra a lo largo de toda su historia, pero fue la formación de la capa de hielo ártico lo que permitió desencadenar esta serie, todavía inconclusa, de glaciaciones.
2. El albedo o cantidad de luz reflejada por la Tierra, que es mayor con el aumento de las superficies cubiertas por el hielo (el color blanco refleja la luz). La imagen de las fases glaciales pleistocénicas como largos y crudos inviernos globales, en los que los animales perecían ante la intensidad del frío y las dificultades para encontrar comida es errónea. Durante aquellos episodios, las condiciones árticas no imperaban en todas las zonas de latitud elevada. Incluso es probable que los inviernos no fueran mucho más fríos de lo que son hoy en día; lo que marcaba la diferencia eran los veranos, más frescos e incapaces de derretir las nieves invernales.

Los cambios en la vegetación resultantes del cambio climático ejercieron un impacto más definitivo sobre la vida. En el apogeo de la última glaciación, hace unos 18 000 años, existía una enorme cantidad de agua retenida por los glaciares en estado de congelación. Esta circunstancia determinó una aridez creciente en las zonas tropicales. Las selvas de los trópicos menguaron, para ocupar un área menor de la que iban a ocupar justo después de la glaciación y justo antes de que los humanos se convirtieran en agricultores. La invasión de los desiertos empujó a los grandes mamíferos de Australia y Madagascar, adaptados a una existencia tropical, hasta el límite de su supervivencia ante la imposibilidad de migrar a otras latitudes. En las demás zonas tropicales los habitantes de la selva iban quedando confinados en refugios cada vez más pequeños, con escasez de alimentos y una fuerte competencia que provocó importantes extinciones.

## Paleontología

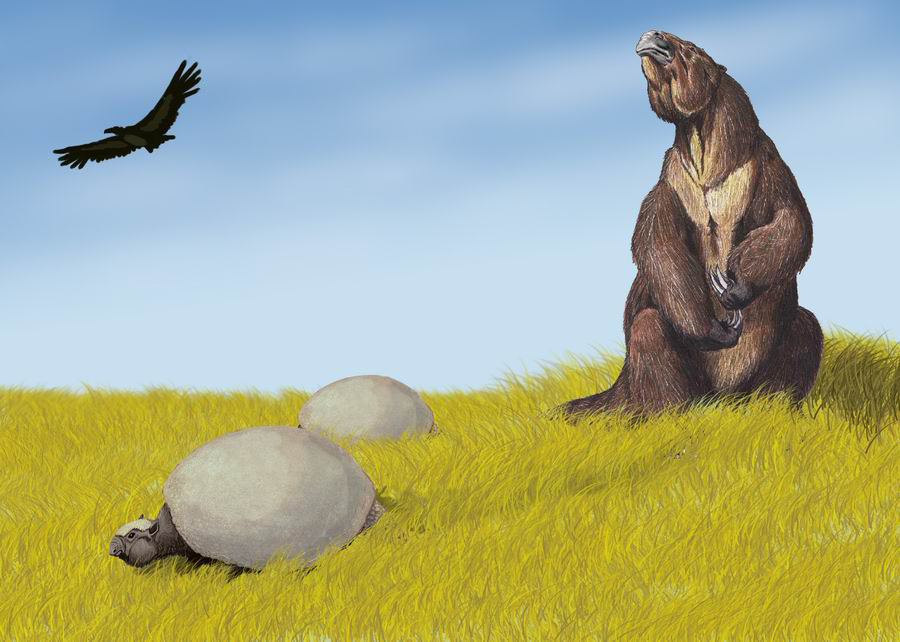
Pleistoceno en Sudamérica; se ven dos gliptodontes y un megaterio.

El predominio de los mamíferos se consolidó, y algunos de sus representantes más destacados son Glyptodon y Smilodon. El género Mammuthus se mantuvo durante gran parte de este período. Los animales típicos de esta era fueron el mamut, el reno, el oso polar, el rinoceronte lanudo, etc. La vegetación predominante era parecida a la de tundra o desiertos fríos de hoy que se encuentran cubiertos de musgos y líquenes. En las etapas interglaciares cálidas aparecieron los rinocerontes y caballos esteparios, los hipopótamos y felinos de grandes colmillos. También existía una fauna indiferente al clima (alces, zorros, gato montés, bisontes, etc.)

### Extinciones
Muchos mamíferos del Pleistoceno son considerados típicos de las edades del hielo que afectaron a grandes áreas del mundo (el mamut, el rinoceronte lanudo, el ciervo gigante irlandés, el uro o el oso de las cavernas). Todos ellos desaparecieron en épocas relativamente recientes, y actualmente existe un interés considerable en tratar de establecer las causas de dicha desaparición. Mientras tanto, otras especies de mamíferos permanecieron muy extendidas durante épocas como el último máximo glacial, como es el caso del lobo (Canis lupus).
La época pleistocena está marcada por cinco o más periodos glaciares principales, durante los cuales el hielo del casquete polar que cubría el Polo Norte avanzaba hacia el sur, alcanzando zonas tan meridionales como Alemania e Inglaterra, Norte de Asia y Canadá. El hielo también avanzó partiendo del Himalaya y de los Alpes y por todo el resto del mundo se sucedieron los cambios climáticos. Entre estos periodos glaciares hubo intervalos de clima más cálido, denominados «interglaciares», durante los cuales los elefantes, hipopótamos y humanos podían merodear hasta lo que hoy es el territorio de Inglaterra.
La última glaciación terminó hace unos 11 000 años. En ese momento, las faunas de mamíferos de todos los continentes sufrieron cambios importantes.
- En Sudamérica se extinguieron 46 géneros (el 80 %), incluidos los roedores, carnívoros, pecaríes, camellos, ciervos, desdentados, litopterno, notoungulados, caballos y mastodontes.
- En Norteamérica, por ejemplo, se extinguió el 73 % de los grandes mamíferos (33 géneros), incluidos todos los proboscídeos (mamuts, mastodontes y gonfoterios), los caballos, tapires, pecaríes, camellos, perezosos y gliptodontes, así como los ciervos, bisontes y entre los depredadores, desaparecieron varias especies de dientes de sable, el gigante león americano Panthera leo atrox, el oso chato Arctodus simus, el lobo gigante y algunos otros.
- En Australia se extinguieron 55 especies, incluyendo algunos equidnas, carnívoros marsupiales, wombats, diprotodontos, canguros y wallabis.
- Por otra parte, en Europa las pérdidas no fueron tan graves. Algunos se extinguieron, como el mamut, el rinoceronte lanudo o el ciervo gigante, pero otras especies, como el caballo, el hipopótamo, el buey almizclero, la hiena o el antílope saiga, solo vieron su distribución restringida a otras partes del mundo.
- Las extinciones durante esta época en África y Asia fueron igualmente modestas.

Los paleontólogos adjudican estas extinciones a un gran número de causas, polarizadas en dos grupos principales:
1. Causas climáticas: Una explicación es que los climas y el medio ambiente cambiaron rápidamente al retraerse de nuevo los casquetes polares y los grandes mamíferos, en particular, fueron muy vulnerables a estas perturbaciones (regresión de la sabana y avance de los desiertos).
2. Hipótesis de la caza excesiva: La segunda teoría sostiene que la expansión de las poblaciones humanas ejerció una presión especial sobre los grandes mamíferos, que fueron exterminados por la caza.

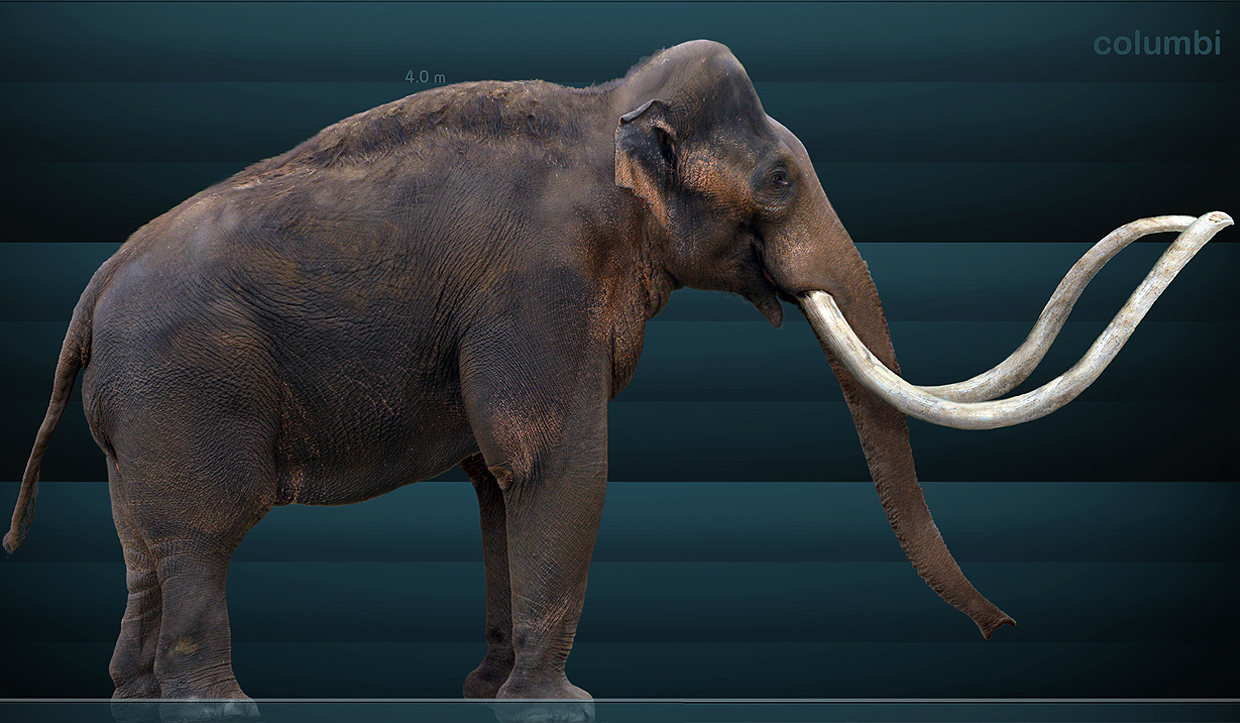
Mamut
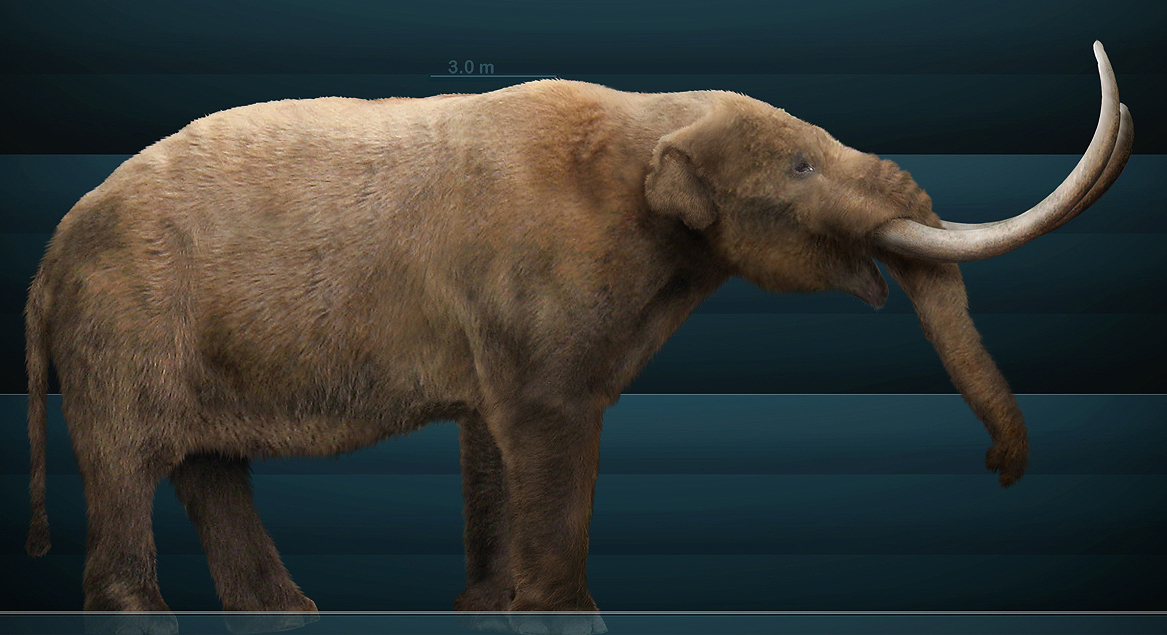
Mastodonte
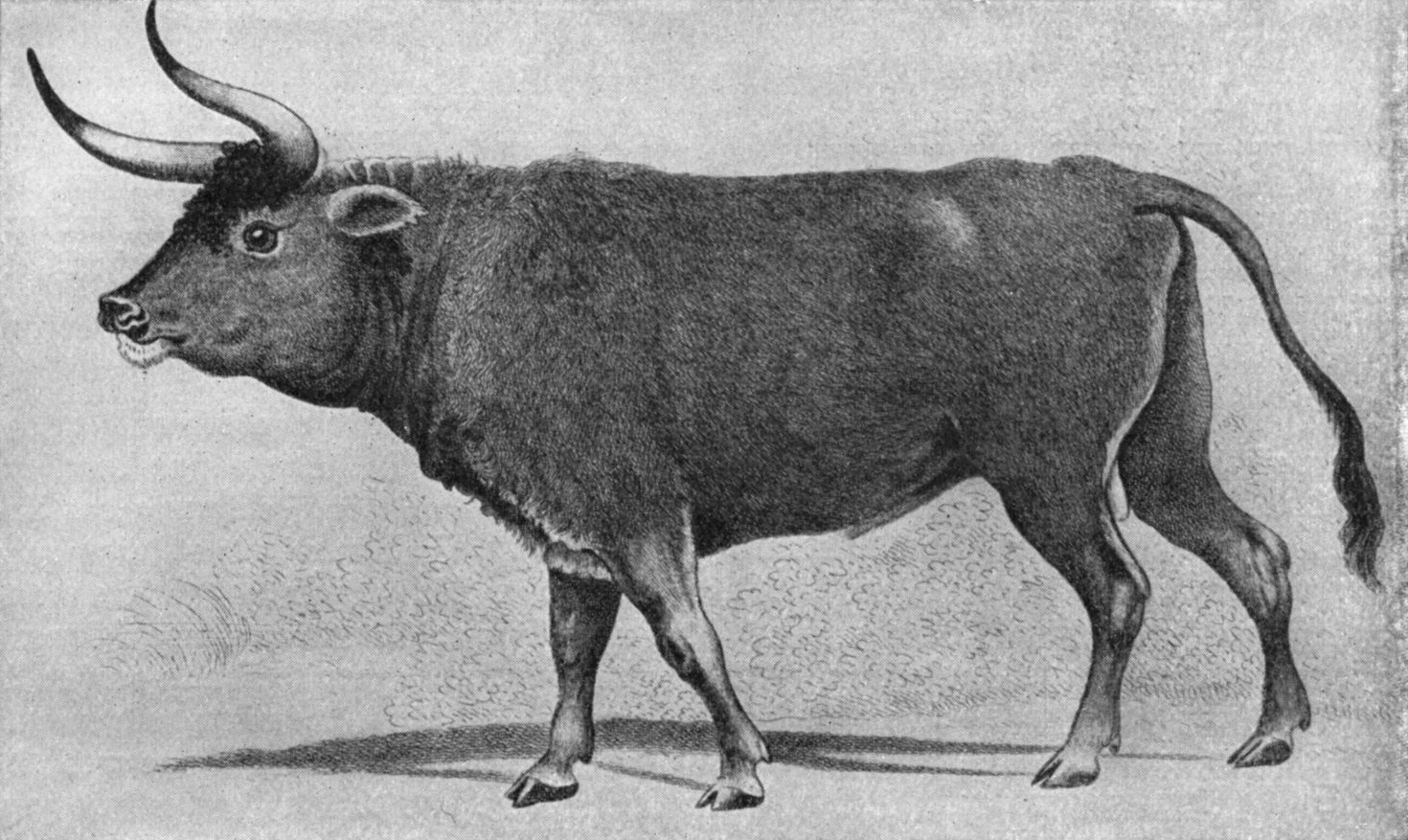
Uro
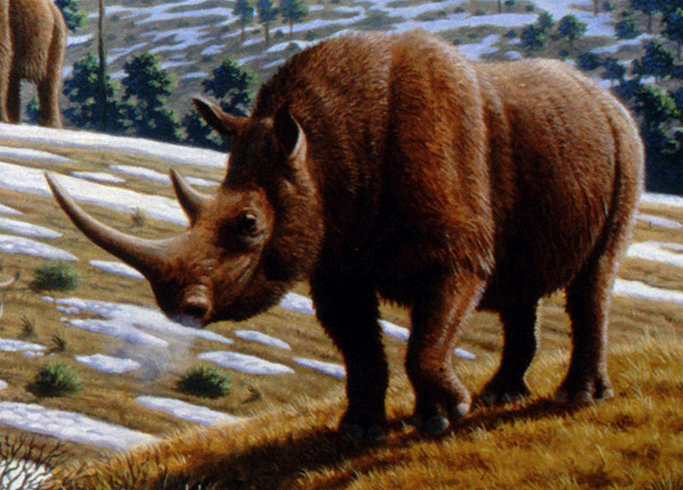
Rinoceronte lanudo
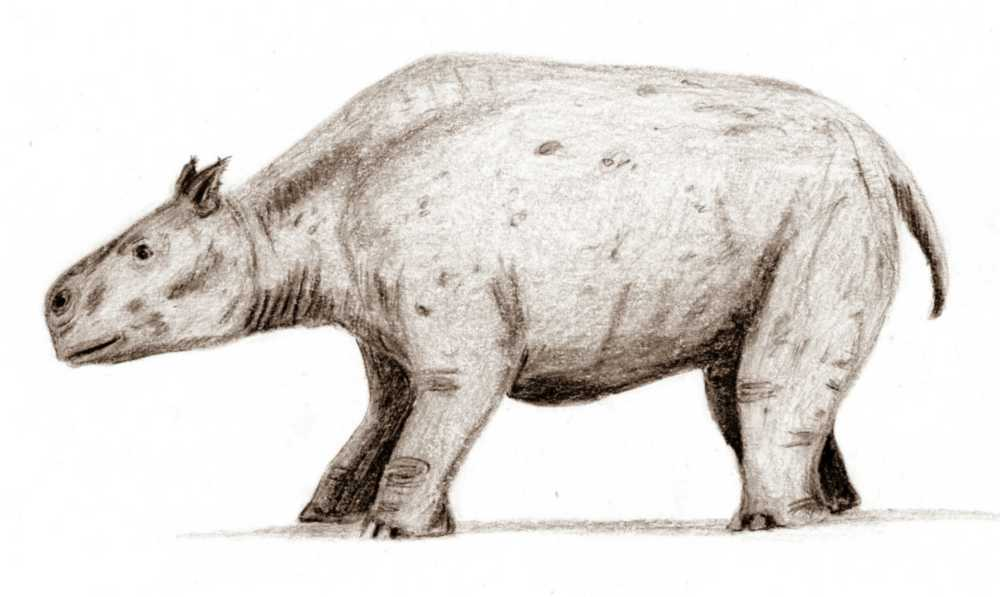
Toxodon (Notoungulata)
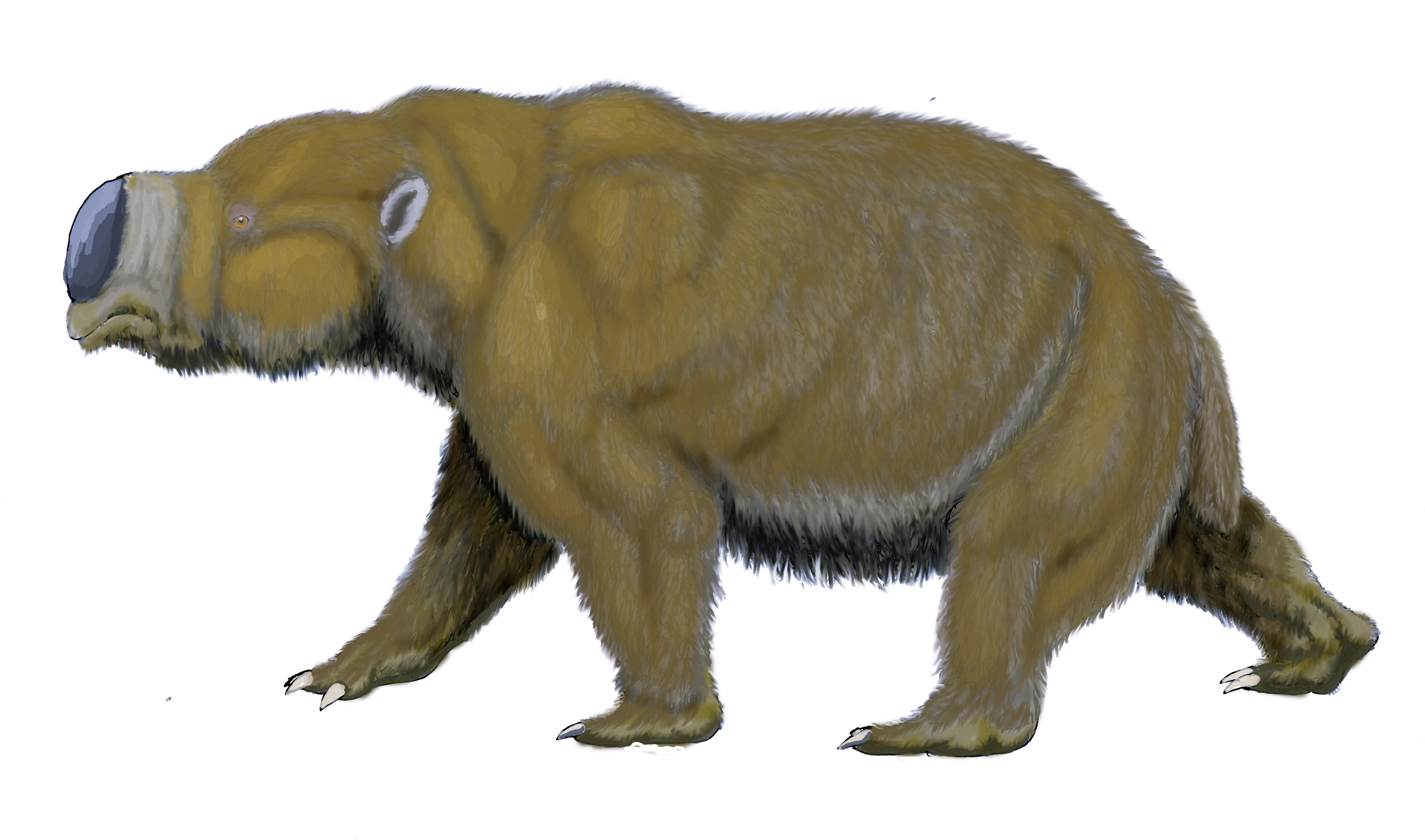
Diprotodon
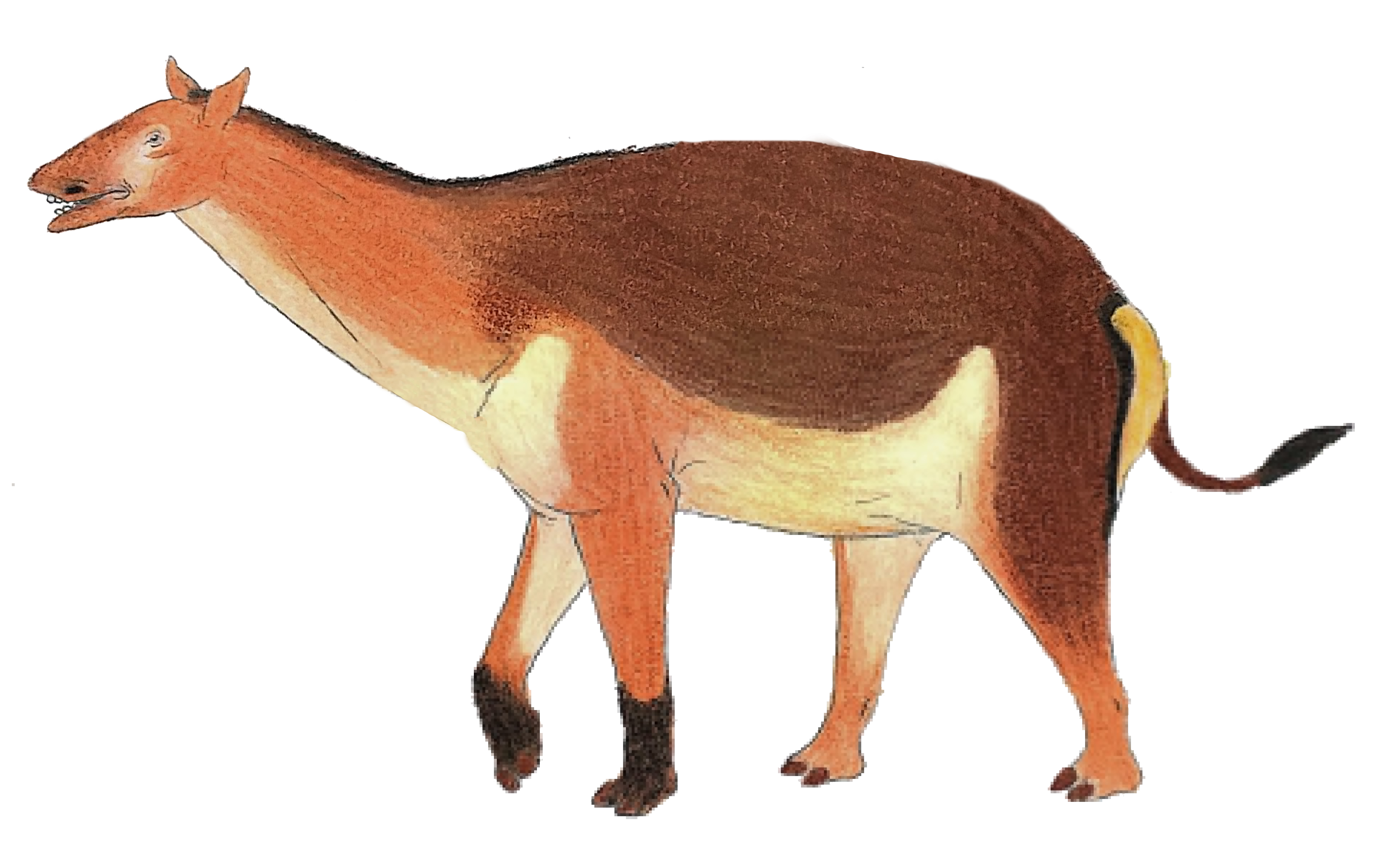
Macrauchenia (litopterno)
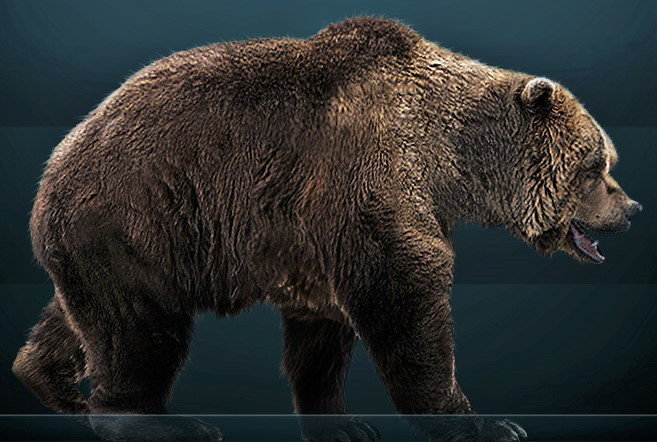
Oso de las cavernas
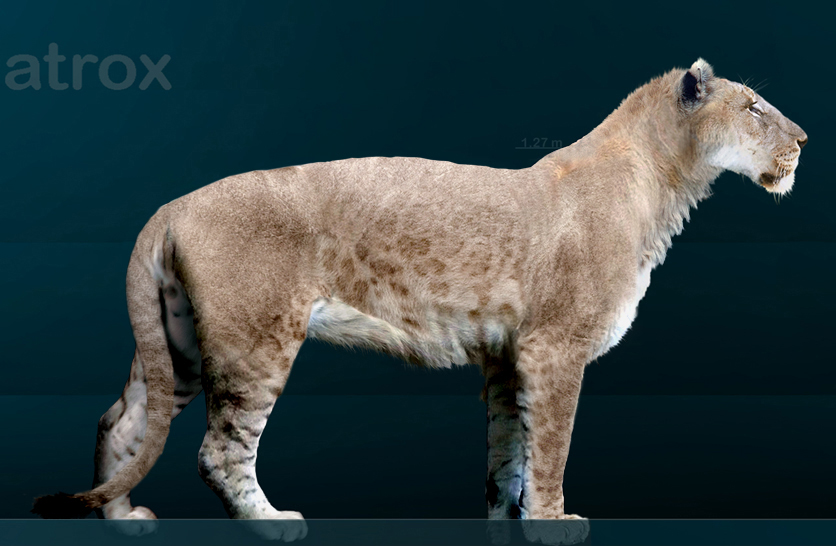
Panthera atrox
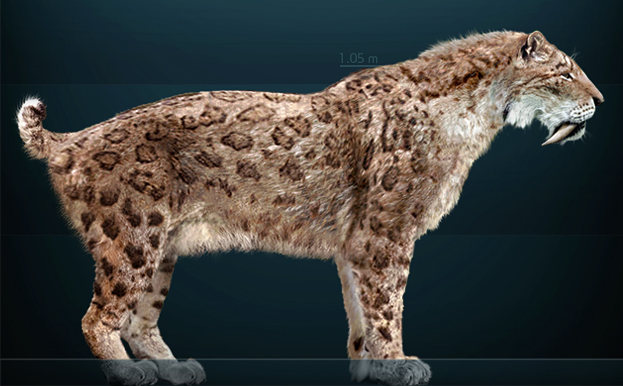
Smilodon
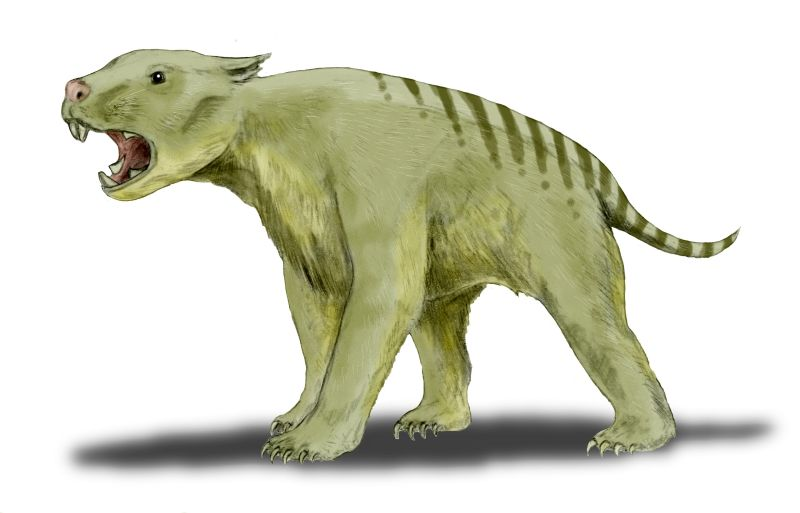
Thylacoleo

Los partidarios de la caza excesiva como causa de la extinción de la megafauna señalan la existencia de una buena correlación entre la expansión y crecimiento de los grupos humanos, que necesitaron mayor cantidad de alimentos, lo que llevó al incremento de la cacería de los grandes mamíferos. También afirman que, de haber existido unos cambios climáticos tan drásticos, deberían haberse producido extinciones entre los animales más pequeños y los vegetales. Así mismo, se preguntan por qué los cambios climáticos tuvieron efectos menores en Europa, y por qué las retiradas previas de los hielos no causaron extinciones.
Por otro lado, los partidarios de la hipótesis climática denuncian la carencia, en los yacimientos de esa época, de pruebas arqueológicas o indicios de grandes cacerías y el hecho de que los humanos invadieran Norteamérica y Australia mucho después de que comenzara a producirse el grueso de estas extinciones. También se preguntan por qué ciertas especies, que con toda probabilidad no eran cazadas, se extinguieron igualmente.

### Desarrollo humano
El Pleistoceno corresponde con la etapa del Paleolítico del desarrollo humano. El modo de vida era de tipo cazador-recolector muy sencillo; con ella conseguían comida, ropa, leña y materiales para sus herramientas y cabañas. Se caracteriza por el uso de útiles de piedra tallada, aunque también se usaban otros utensilios hechos de otros materiales como hueso, asta, madera, cuero, fibras vegetales, etc. La fabricación de herramientas de piedra comienza en el Paleolítico Inferior con la aparición del Homo habilis, que probablemente fue el responsable de la cultura Olduvayense. La caza era poco importante al inicio del Paleolítico, predominando la recolección y el carroñeo. A medida que el cerebro humano se va desarrollando, la caza va adquiriendo mayor importancia. El Homo erectus producía una industria lítica que pertenece principalmente al Achelense y probablemente conoció el uso del fuego. Vivían en pequeños grupos o bandas y no debía existir división del trabajo ni especialización, salvo las debidas a las diferencias físicas entre los distintos individuos.
Homo neanderthalensis fue una especie bien adaptada al frío extremo. El estilo de los utensilios líticos del Paleolítico Medio fabricados por los neandertales pertenece a la cultura Musteriense y al método Levallois, que consiste en la preparación particular del núcleo lítico para la obtención de lascas de forma predeterminada. El Paleolítico Superior está asociado a la aparición del Homo sapiens. Los avances tecnológicos incluyen la fabricación de finas láminas de piedra (cuchillos), buriles y raederas, además de otras herramientas hechas de hueso, cornamentas y otros materiales como arpones, dardos, anzuelos, agujas con ojo, la lámpara de aceite, cuerdas y la primera pieza de cerámica.